# Dème de Sámos-Est
Le dème de Sámos-Est, en grec moderne : Δήμος Ανατολικής Σάμου / Dímos Anatolikís Sámou, est un dème de la périphérie de l'Égée-Septentrionale, situé sur l'île de Sámos, en Grèce. Il est créé, en 2019, par le programme Clisthène I, qui supprime le dème de Sámos.
Le dème comprend les anciennes municipalités (programme Kapodistrias) de Vathý et Pythagório. Il s'étend sur une superficie totale de 289,80 km2.
Son siège est la ville de Sámos.